# Sepp-Ruf-Hütte
Die Sepp-Ruf-Hütte, auch Sep-Ruf-Hütte am Silbernaal oder Silbernaalhütte, ist eine Schutzhütte der Sektion Hamburg und Niederelbe des Deutschen Alpenvereins (DAV). Sie liegt bei der Ortschaft Clausthal in der Nähe der Bleihütte Clausthal im Landkreis Goslar im Harz.
Es handelt sich um eine Selbstversorgerhütte ohne Bewirtschaftung. Es existiert ein Parkplatz an der Hütte.

## Geschichte
Im März 1973 kaufte die Sektion Hamburg ein Zweifamilien-Beamtenwohnhaus in Clausthal. Nach einem Umbau auf die Bedürfnisse der Sektion wurde das Haus 1974 unter dem Namen Silbernaalhütte eröffnet. Nach dem tragischen Unfall des 1. Vorsitzenden Josef Ruf wurde die Hütte 1978 in Sepp-Ruf-Hütte-Silbernaal umbenannt. Von 1996 bis 1998 fanden größere Renovierungsarbeiten im gesamten Haus statt.

## Tourenmöglichkeiten
- Sepp-Ruf-Hütte (SRH1): Bad Grund Rundtour (HWN130) Wanderung, Harz (Mittelgebirge), 17,7 km, 4,5 Std.
- Sepp-Ruf-Hütte (SRH2); Claras Höhe, Buntenbock an 5 Teichen vorbei, Runde (HWN139), Wanderung, Harz (Mittelgebirge), 18,1 km, 4,5 Std.
- Sepp-Ruf-Hütte (SRH9); Einersberger und Eulenspiegler Teich Rundtour, Wanderung, Harz (Mittelgebirge), 13,2 km, 3 Std.
- Tour Sepp-Ruf-Hütte (SRH6); Rund um Clausthal an vielen Teichen vorbei (HWN105, HWN113), Wanderung, Harz (Mittelgebirge), 25,3 km, 5,5 Std.
- Sepp-Ruf-Hütte Rundtour, Wanderung, Harz, 20,4 km, 4,5 Std.
- Sepp Ruf Hütte Rundtour-Grumbacher Teich-Wildemann, Wanderung, Harz, 25,3 km, 6 Std.
- Etappentour HHP-01 – HHP-07
  - HHP-01 Tour „Silbernaal/Seesen“, 20 km (Harz-Hohenstein-Padd)
  - HHP-02 Tour „Seesen/Bad Gandersheim“, 16 km (Harz-Hohenstein-Padd)
  - HHP-03 Tour „Bad Gandersheim/Alfeld (Leine)“, 23 km (Harz-Hohenstein-Padd)
  - HHP-04 Tour „Alfeld(Leine)/Wallensen“, 25 km (Harz-Hohenstein-Padd)
  - HHP-05 Tour „Wallensen/Salzhemmendorf“, 23 km (Harz-Hohenstein-Padd)
  - HHP-06 Tour „Salzhemmendorf/Hameln“, 23 km (Harz-Hohenstein-Padd)
  - HHP-07 Tour „Hameln/Zersen“, 18 km (Harz-Hohenstein-Padd)
- HHP-00A Tour "Clausthal (ZOB)/Silbernaal (Sepp-Ruf-Hütte) 5 km (Harz-Hohenstein-Padd) Wanderung, Harz, 5,1 km, 1,2 Std.[3]

## Klettermöglichkeiten
- Klettern im Harz.[4]
- Steinbruch Silbernaal, 700 Meter südlich der Hütte im oberen Innerstetal, Eisklettern im Winter möglich.[5]

## Skifahren Langlauf
- Langlauf im Harz.[6]

## Karten
- Brocken: Rad- & Wanderkarte (wetterfest) Landkarte – Gefaltete Karte 1:25.000, ISBN 978-3-86973-181-0
- Große Wanderkarte-, Ski- und Radwanderkarte Nationalpark Harz: Ausflüge zum Brocken von Clausthal-Zellerfeld, Goslar, Wernigerode, Herzberg, Braunlage und Schierke (Schöne Heimat) Landkarte – Gefaltete Karte, ISBN 978-3-89591-067-8
- Kompass Karten 455 Brocken, Nationalpark Harz, Oberharz 3in1 Wanderkarte 1:25.000 mit Aktiv Guide inklusive Karte zur offline Verwendung Landkarte – Gefaltete Karte, ISBN 978-3-99044-921-9